# Dietmar Hamann
Dietmar Hamann, nemški nogometaš in trener, * 27. avgust 1973, Waldsassen, Zahodna Nemčija.
Hamann je kariero začel pri klubu Bayern München v Bundesligi, kjer je igral za prvo ekipo med letoma 1993 in 1998, v preostanku kariere pa je nastopal v angleški Premier League, kjer je igral za klube Newcastle United, Liverpool, Bolton Wanderers, Manchester City in Milton Keynes Dons. Najdlje je igral za Liverpool, za katerega je med letoma 1999 in 2006 odigral 191 prvenstvenih tekem. Z Bayernom je v letih 1994 in 1997 osvojil naslov nemškega državnega prvaka, leta 1997 nemški ligaški pokal, leta 1998 nemški pokal in leta 1996 Pokal UEFA. Z Liverpoolom pa je osvojil angleški ligaški pokal v letih 2001 in 2003, FA pokal v letih 2001 in 2006 ter Ligo prvakov leta 2005 in Pokal UEFA leta 2001.
Za nemško reprezentanco je med letoma 1997 in 2005 odigral 59 tekem, na katerih je dosegel pet golov. Nastopil je na svetovnih prvenstvih v letih 1998 in 2002 ter evropskih prvenstvih v letih 2000 in 2004. Leta 2002 je z reprezentanco osvojil naslov svetovnega podprvaka.